# Gaudete

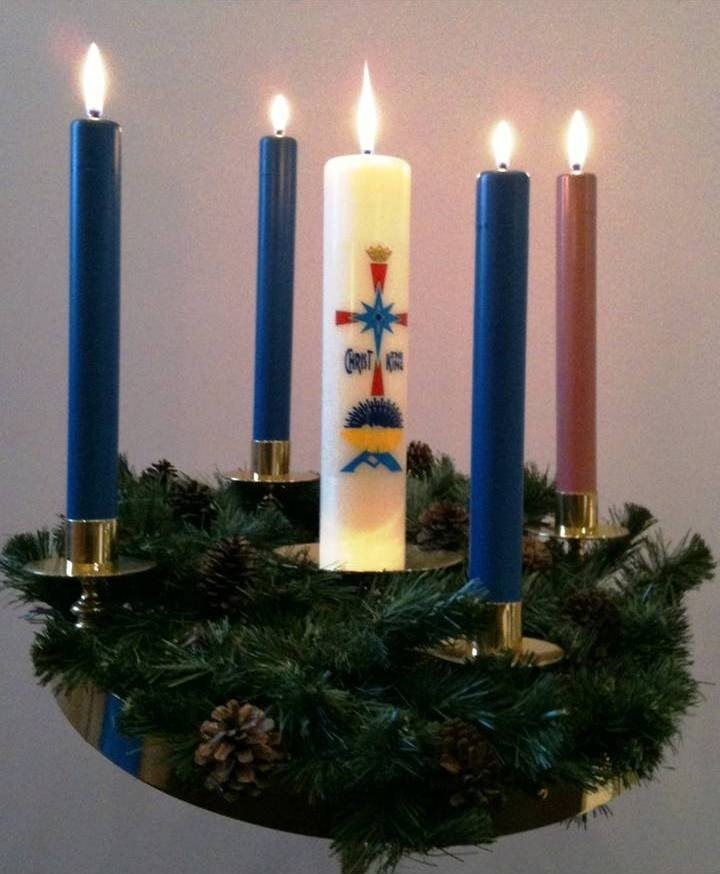
Corona de Adviento luterana, con una vela blanca central, tres velas azules y una vela rosada. Esta última se enciende en el domingo Gaudete.

Gaudete es el nombre que recibe el tercer domingo de Adviento en el calendario litúrgico de diferentes denominaciones cristianas, incluyendo la Iglesia católica, la comunión anglicana, muchas iglesias luteranas y otros grupos cristianos, oscila entre el 11 y el 17 de diciembre.
En latín «Gaudete» quiere decir «regocijaos», «alégrense», «estad alegres». Se define así a este día por ser «Gaudete» la primera palabra que se menciona en la celebración litúrgica, específicamente en el introito. El uso del término deriva de un pasaje de la Epístola a los filipenses, que en esa celebración constituye la segunda lectura dominical del ciclo C de la liturgia católica, tomada por otras denominaciones cristianas después del Concilio Vaticano II.

Estad siempre alegres en el Señor; os lo repito, estad alegres.
San Pablo, Epístola a los filipenses 4, 4

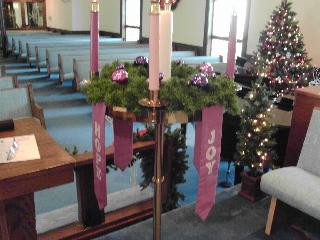
Corona de Adviento en el presbiterio de la Iglesia metodista unida de Broadway, Nueva Filadelfia, Ohio, EE. UU. La corona de Adviento consiste en cuatro velas de color de similar tamaño, dispuestas alrededor de una vela blanca central más grande que simboliza el nacimiento de Cristo. Una de las velas periféricas es de color rosado claro, y simboliza el domingo Gaudete o domingo de la alegría con el que comienza la tercera semana de Adviento. El señalador de esa vela lleva grabada la palabra joy, que en inglés significa «alegría».

Con ese término, se busca animar al pueblo a continuar con la preparación para la Solemnidad de la Natividad del Señor (el día de Navidad).
El color litúrgico —usado en las vestiduras del celebrante— correspondiente a este domingo es el rosado. No obstante, no es obligatorio el uso de este color, por lo que con cierta frecuencia se continúa vistiendo el color general del Tiempo de Adviento, el color morado.